# Protaetia cyanescens
Protaetia cyanescens är en skalbaggsart som beskrevs av Ernst Gustav Kraatz 1883. Protaetia cyanescens ingår i släktet Protaetia och familjen Cetoniidae. Utöver nominatformen finns också underarten P. c. jacobsoni.